# Sant Cristòfol de la Granada
Sant Cristòfol és una església parroquial al nucli de la Granada (Alt Penedès). L'església de Sant Cristòfol està situada a la plaça que en porta el nom, i s'insereix en un interessant conjunt urbanístic. L'església es troba documentada d'antic (950, 991, 1144 i 1148). L'edifici actual és obra del segle xvi, tot i que experimentà modificacions posteriors. La portada és del segle xvii, com figura inscrit a la llinda (1676).

## Arquitectura
Té tres naus, transsepte i capçalera quadrada. L'interior presenta voltes de creueria i arcs torals, al transsepte, cúpula de base el·líptica assentada sobre petxines. Les voltes es decoren amb elements de temàtica floral i figurativa, realitzats en guix. A la façana s'obre una portada allindada, amb fris i timpà truncat on se situa una fornícula que conté una imatge de factura moderna. El treballs decoratius és molt refinat i a la llinda apareix la data del 1676. L'horitzontalitat del cos de façana es veu trencada per l'elevació del campanar, octogonal.
A les voltes de la nau i del cimbori hi ha uns relleus de guix de temàtica figurativa i ornamental: en el cercle central hi ha representacions de temes religiosos (imatges de sants, etc.), envoltats per decoracions de palmes, pàmpols i raïms, volutes, fulles de llorer o granades formant sanefes en expansió radial (que en alguns casos cobreixen totalment les voltes i en altres només parcialment). Al cimbori hi ha dues figures d'àngels aguantant una custòdia dins el cercle central, del que surten raigs com els del sol. El fris d'acabament té tríglifs i mètopes.